# Pulau Karimun Besar
Pulau Karimun Besar är en ö i Indonesien.   Den ligger i provinsen Kepulauan Riau, i den västra delen av landet, 900 km norr om huvudstaden Jakarta. Arean är 127 kvadratkilometer.
Terrängen på Pulau Karimun Besar är lite kuperad. Öns högsta punkt är 430 meter över havet. Den sträcker sig 16,8 kilometer i nord-sydlig riktning, och 15,2 kilometer i öst-västlig riktning.